# Green (album B’z)
GREEN – dwunasty album studyjny japońskiego zespołu B’z, wydany 3 lipca 2002 roku. Osiągnął 1 pozycję w rankingu Oricon i pozostał na liście przez 16 tygodni, sprzedał się w nakładzie 1 131 788 egzemplarzy. Album zdobył status płyty Milion oraz nagrodę „Rockowy i Popowy Album Roku” podczas rozdania 17th Japan Gold Disc Award.
Utwór Everlasting został wykorzystany jako piosenka przewodnia filmu anime Detective Conan: The Phantom of Baker Street.

## Lista utworów
| Nr  | Tytuł                                                                                  | Czas |
| --- | -------------------------------------------------------------------------------------- | ---- |
| 1.  | „STAY GREEN ~Mijyuku na tabi wa tomaranai~” (jap. STAY GREEN 〜未熟な旅はとまらない〜) | 3:08 |
| 2.  | „Atsuki kodō no hate” (jap. 熱き鼓動の果て)                                            | 4:05 |
| 3.  | „Warp”                                                                                 | 3:48 |
| 4.  | „SIGNAL”                                                                               | 4:17 |
| 5.  | „SURFIN' 3000GTR”                                                                      | 3:47 |
| 6.  | „Blue Sunshine”                                                                        | 3:49 |
| 7.  | „ultra soul” (Alternative Guitar Solo ver.)                                            | 3:38 |
| 8.  | „Utsukushiki sekai” (jap. 美しき世界)                                                  | 4:42 |
| 9.  | „Everlasting”                                                                          | 3:38 |
| 10. | „FOREVER MINE”                                                                         | 3:38 |
| 11. | „The Spiral”                                                                           | 3:26 |
| 12. | „GO★FIGHT★WIN”                                                                         | 3:15 |

## Notowania
| Lista                                 | Pozycja |
| ------------------------------------- | ------- |
| Oricon Weekly Albums Chart            | 1       |
| Oricon Yearly Albums Chart (rok 2002) | 7       |

## Muzycy
- Tak Matsumoto: gitara, kompozycja i aranżacja utworów, gitara basowa (#2)
- Kōshi Inaba: wokal, teksty utworów, aranżacja
- Hideo Yamaki: perkusja (#1-3, #6, #9, #11-12)
- Akihito Tokunaga: gitara basowa (#2-5, #7, #10-12), aranżacja (#1-5, #7, #9-12)
- Ken Yoshida: gitara basowa (#1)
- Vagabond Suzuki: gitara basowa (#6, #9)
- Naoki Watanabe: gitara basowa (#8)
- Akira Onozuka: fortepian (#8-9, #11), Hammond B-3 (#6)
- Shinozaki Strings: instrumenty smyczkowe (#9)
- Daisuke Ikeda: aranżacja (#1, #6, #8-9)